# Eryosuchus
Eryosuchus es un género extinto de temnospóndilos que vivieron desde comienzos hasta mediados del período Triásico, en lo que hoy es Rusia, Kazajistán y Tanzania.